# Mettembert
Mettembert é uma comuna da Suíça, situada no distrito de Delémont, no cantão de Jura. Tem 2,41 km² de área e sua população em 2018 foi estimada em 107 habitantes.